# Achim Heukemes
Achim Heukemes (* 25. September 1951 in Wuppertal) ist ein deutscher Extremsportler im Bereich Langlauf.

## Leben
Achim Heukemes wuchs in Wuppertal auf und erlernte den Beruf des Industriekaufmanns. Mit 14 Jahren verließ er die Volksschule und begann eine Lehre als Speditionskaufmann. Er wechselte später von der Bürotätigkeit zum Beruf des Fernfahrers.
Im Jahr 1984 startete er zum ersten Mal in München über die 10 km Strecke. Heukemes begann danach, auf seinen Fahrten als Fernfahrer Wartezeiten zum Laufen zu nutzen. Nach neun Monaten lief er 1985 beim 12. Berlin-Marathon mit und kam nach 3:03 Stunden auf Platz 2063 ins Ziel. Um mehr trainieren zu können, wechselte er 1988 seine Tätigkeit vom Fernfahrer zum Schichtführer eines Versandhandels. Schließlich gab Heukemes seinen Beruf auf und wurde einer der wenigen Profisportler im Ultramarathon. Gegen Ende der 1990er Jahre begann Heukemes mit Länderdurchquerungen und Sololäufen. 1999 stellte er den deutschen Rekord im 48-Stunden-Lauf (Straße) mit 389,8 km in der Altersklasse 45 auf. 2019 nahm er am Ironman Hamburg teil und beendete das Rennen nach 14:01 Stunden auf Platz 1742 der Gesamtwertung und Platz 4 in der Altersklasse M65. Er startete u. a. für die Vereine SC Roth 52 und Team Icehouse e.V. Heukemes ist einer der porträtierten Protagonisten im Dokumentarfilm I Want to Run – Das härteste Rennen der Welt über den Transeuropalauf 2009. In den Jahren 2000 und 2001 wurde er Sportler des Jahres der DUV. In den Jahren 2002, 2004 und 2005 erhielt er den DUV-Ehrenpreis.

## Wettkämpfe (Auswahl)
- 1991 und 1992 – Deutscher Mannschaftsmeister 100 km – Straße[4]
- 1997 und 2000 Deutscher Vizemeister 100 km – Bahn[5]
- 1999 Deutscher Vizemeister 24-Stunden-Lauf[6]
- 2000 und 2001 – Deutscher Meister 24 Stunden-Lauf[7]
- 2006 5. Platz im 10-fachen Ironman in Vidauban, Frankreich[8]
- 2007 14. Platz beim Badwater Ultramarathon mit 33:02:42 Stunden[9]
- 2008 Sri-Chinmoy 10-Tage-Rennen New York 2. Platz Gesamt – 701 Meilen[10]
- 2016 Sri-Chinmoy 10-Tage-Rennen New York, 7. Platz[11]
- 2017 DUV – DM – 6 Std. Lauf in Münster, Platz 70 in der Gesamtwertung Platz 2 in der AK 65[12]
- 2017 WM Duathlon Powerman Zofingen in 9:51.58 Std., Platz 3 AK65, Platz 120 der Gesamtwertung[13]
- 2018 Ironman Hamburg (wurde ohne Schwimmen als Duathlon ausgetragen) Platz 1859 der Gesamtwertung in 13:05:06 Stunden, Platz 9 AK,[14]
- 2019 Ostseeman Glücksburg in 13:18:36 Std., Platz 154 der Gesamtwertung von 172 Teilnehmern[15]
- 2021 WM Duathlon Powerman Zofingen, Platz 88 in der Gesamtwertung von 102 Teilnehmern und Platz 1 in der AK70 in 9:48:41 Std.[16]